# Odihnă sub un arbust de liliac
Odihnă sub un arbust de liliac sau Arbust de liliac, vreme gri (în franceză Lilas, temps gris) este o pictură în ulei pe pânză realizată de Claude Monet în 1873. Acum se află la Musée d'Orsay din Paris. Este un pandantiv pentru Arbust de liliac luminat de soare (1873, Muzeul Pușkin, Moscova). Ambele lucrări arată grădina lui Monet de la prima sa casă din Argenteuil, o suburbie a Parisului.